# Lastva, Cetinje
Lastva este un sat din comuna Cetinje, Muntenegru. Conform datelor de la recensământul din 2003, localitatea are 34 de locuitori (la recensământul din 1991 erau 60 de locuitori).

## Demografie
În satul Lastva locuiesc 34 de persoane adulte, iar vârsta medie a populației este de 59,6 de ani (57,4 la bărbați și 61,3 la femei). În localitate sunt 17 gospodării, iar numărul mediu de membri în gospodărie este de 2,00.
|  |

| Demografie | Demografie | Demografie |
| An         | Locuitori  | Locuitori  |
| ---------- | ---------- | ---------- |
|            |            |            |
|            |            |            |
|            |            |            |
|            |            |            |
| 1948       | 342        |            |
| 1953       | 367        |            |
| 1961       | 317        |            |
| 1971       | 301        |            |
| 1981       | 118        |            |
| 1991       | 60         | 60         |
| 2003       | 34         | 34         |

| \| Componența etnică conform recensământului din 2003[2] \| Componența etnică conform recensământului din 2003[2] \| Componența etnică conform recensământului din 2003[2] \| Componența etnică conform recensământului din 2003[2] \| Componența etnică conform recensământului din 2003[2] \| \| ----------------------------------------------------- \| ----------------------------------------------------- \| ----------------------------------------------------- \| ----------------------------------------------------- \| ----------------------------------------------------- \| \| \| \| \| \| \| \| Muntenegreni \| Muntenegreni \| \| 34 \| 100% \| \| necunoscută \| necunoscută \| \| 0 \| 0% \| |              |  |    |      |
| Componența etnică conform recensământului din 2003 |              |  |    |      |
| |              |  |    |      |
| Muntenegreni | Muntenegreni |  | 34 | 100% |
| necunoscută | necunoscută  |  | 0  | 0%   |